# Germarostes farri
Germarostes farri is een keversoort uit de familie Hybosoridae. De wetenschappelijke naam van de soort is voor het eerst geldig gepubliceerd in 1970 door Howden.